# Salda
De Salda (Russisch: Салда) is een Russische rivier in de Centrale Oeral en is een zijrivier van de Tagil en maakt deel uit van het stroomgebied van de Ob. De rivier wordt vooral gevoed door sneeuw uit de Oeral. Het gemiddelde debiet op 4 kilometer van de oorsprong is 7,2 m³/seconde. De rivier bevriest eind oktober/begin november en ondooit weer in april. Aan de rivier liggen de steden Verchnjaja Salda en Nizjnjaja Salda. Het hydroniem 'Salda' komt van het Wogoelse 'salta', wat "vezel" of "bast" betekent.